# William Brooke, 10. baron Cobham
William Brooke, 10. baron z Cobhamu (William Brooke, 10th Baron of Cobham) (1. listopadu 1527, Cobham Hall, Anglie – 6. března 1597, Cobham Hall, Anglie) byl anglický politik a dvořan, od mládí se angažoval ve veřejném životě. V roce 1558 jako dědic titulu barona vstoupil do Sněmovny lordů. Za vlády Alžběty I. si dlouhodobě udržoval vlivné postavení u dvora, nakonec byl nejvyšším komořím (1596–1597). Byl rytířem Podvazkového řádu.

## Životopis

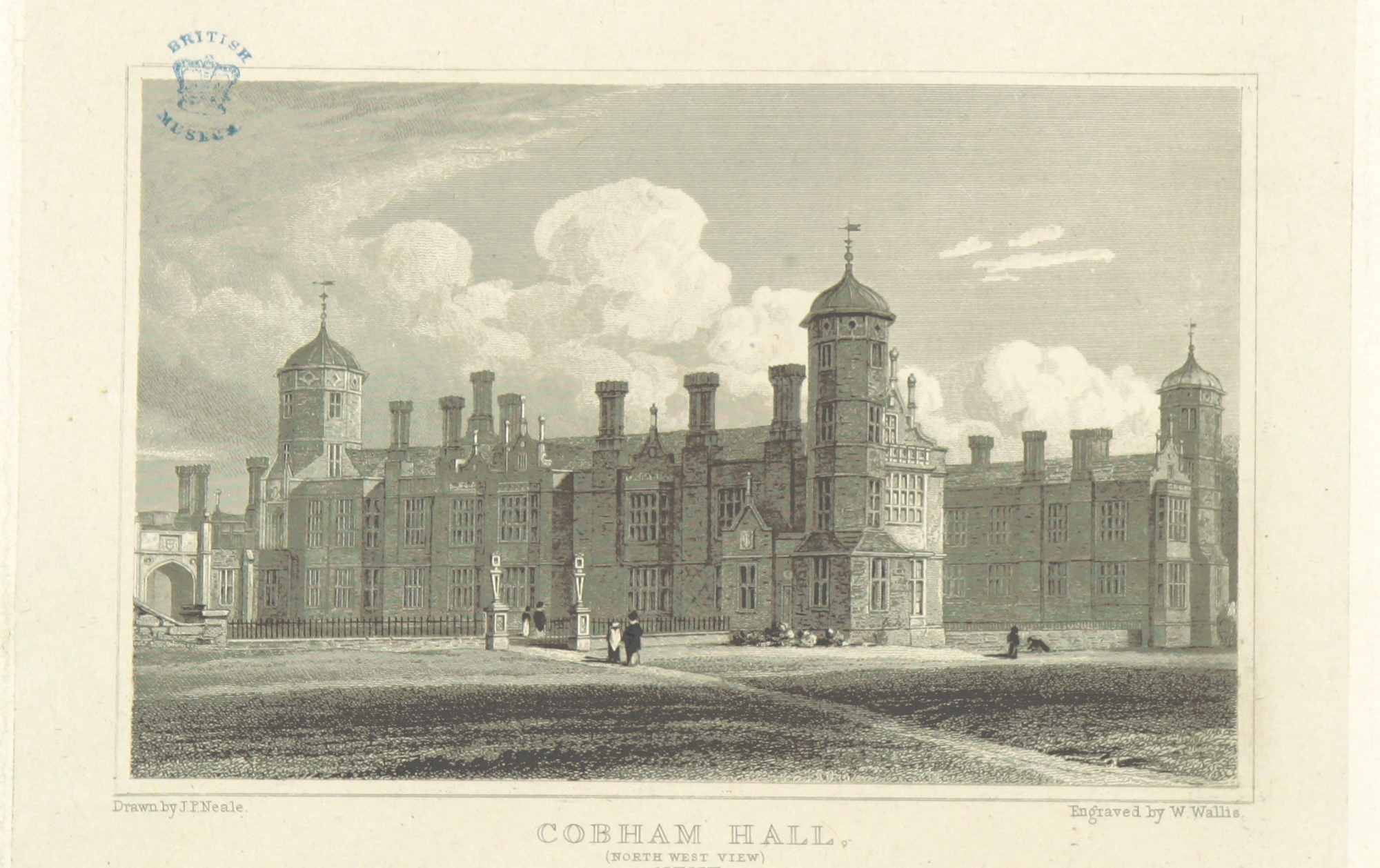
Zámek Cobham Hall (Kent)

Pocházel ze starobylého rodu, který sídlil na zámku Cobham Hall (Kent), titul barona z Cobhamu převzali v roce 1434 po původní rodině Cobham. William se narodil jako nejstarší syn George Brooka, 9. barona Cobhama (1497–1558), který se uplatnil jako vojevůdce za vlády Jindřicha VIII. Studoval v Cambridge, poté několik let pobýval v Evropě a vzdělání si doplnil na univerzitě v Padově. Od mládí sloužil v armádě pod velením svého otce ve Francii, v letech 1547–1552 a 1555 byl též členem Dolní sněmovny. V roce 1548 byl pasován na rytíře a o rok později doprovázel Williama Pageta na diplomatické misi do Bruselu.
V roce 1558 po otci zdědil titul barona a vstoupil do Sněmovny lordů. Téhož roku podpořil nástup Alžběty I., což spolu s přátelstvím královnina prvního ministra Williama Cecila předurčilo jeho další kariéru. V roce 1558 byl pověřen diplomatickou misí do Španělska, kde měl za úkol Filipovi II. oficiálně oznámit úmrtí jeho manželky a Alžbětiny předchůdkyně Marie I. V letech 1558–1597 byl lordem strážcem pěti přístavů a díky této funkci měl pod kontrolou několik volebních obvodů Dolní sněmovny, zároveň byl v letech 1558–1596 lordem místodržitelem v Kentu, kde vlastnil statky (v letech 1559 a 1573 na svém sídle Cobham Hall hostil královnu Alžbětu I.) V letech 1578 a 1586 vykonal diplomatické cesty do Nizozemí, v roce 1584 získal Podvazkový řád a v roce 1586 byl jmenován členem Tajné rady. Na sklonku života zastával navíc úřad nejvyššího komořího (1596–1597).
Poprvé se oženil v roce 1545 se svou sestřenicí Dorothy Neville (†1559) z rodu baronů Bergavenny. Jejich manželství nebylo šťastné a od roku 1553 spolu nežili. Po ovdovění se znovu oženil s královninou dvorní dámou Frances Newton (1539–1592) a z tohoto manželství vzešlo početné potomstvo (měli spolu sedm dětí). Dědicem peerského titulu byl syn Henry Brooke, 11. baron Cobham (1563–1619), dcera Elizabeth (1562–1597) byla manželkou prvního ministra Roberta Cecila.